# Oya Okar
Oya Okar (* 12. Januar 1986 in Istanbul) ist eine türkische Schauspielerin.

## Leben und Karriere
Oya Okar wurde am 12. Januar 1986 in Istanbul geboren. Sie studierte an der Universität Istanbul. Ihr Debüt gab sie 2005 in der Fernsehserie Şöhret. 2007 war sie in der Serie Doktorlar zu sehen. Außerdem spielte sie 2009 in İstanbul Çocukları die Hauptrolle. Von 2011 bis 2012 bekam Okar in der Serie Mavi Kelebekler die Hauptrolle. Anschließend ist sie seit 2015 in Arka Sokaklar zu sehen. Unter anderem wurde Okar 2016 für den Film Saruhan gecastet.

## Filmografie (Auswahl)
Filme
- 2016: Saruhan

Serien
- 2005: Şöhret
- 2006: Ümit Milli
- 2007: Dağlar Delisi
- 2008: Düğün Şarkıcısı
- 2009: İstanbul Çocukları
- 2011–2012: Mavi Kelebekler
- seit 2015: Arka Sokaklar